# Nyssicus mendosus
Nyssicus mendosus är en skalbaggsart som beskrevs av Martins 2005. Nyssicus mendosus ingår i släktet Nyssicus och familjen långhorningar. Inga underarter finns listade i Catalogue of Life.